# Etheostoma collettei
Etheostoma collettei är en fiskart som beskrevs av Ray S. Birdsong och Knapp, 1969. Etheostoma collettei ingår i släktet Etheostoma och familjen abborrfiskar. Inga underarter finns listade i Catalogue of Life.